# Tyler Kalinoski
Tyler Kalinoski (Cincinnati, 19 dicembre 1992) è un cestista statunitense con cittadinanza belga, professionista in Europa.

## Palmarès
- Coppa del Belgio: 1

Anversa Giants: 2019
- Copa del Rey: 2

Málaga: 2023, 2025
- Supercoppa spagnola: 1

Málaga: 2024
- Basketball Champions League: 2

Málaga: 2023-2024, 2024-2025
- Coppa Intercontinentale: 1

Málaga: 2024